# Mon frère l'ombre
 (juin 2017).
Si vous disposez d'ouvrages ou d'articles de référence ou si vous connaissez des sites web de qualité traitant du thème abordé ici, merci de compléter l'article en donnant les références utiles à sa vérifiabilité et en les liant à la section « Notes et références ».
Mon frère l'ombre est le troisième tome du Cycle de Tyranaël écrit par Elisabeth Vonarburg ; il est paru en 1997 (Roman, Alire, Romans 005, 1997).

## Résumé
Le roman se déroule plusieurs siècles après le volume précédent.
Mathieu, jeune homme d'un âge indéterminé, est enfermé dans une mystérieuse Ecole. Drogué et visiblement torturé à intervalles réguliers, il se retrouve un jour dans un mystérieux labyrinthe souterrain. Alors que sa mémoire commence à lui revenir par flash-back, il rencontre Galaas, un Ancien - en réalité une machine - qui lui fait passer plusieurs épreuves initiatiques destinées à déclencher les dons psychiques des Anciens. Galaas aide Mathieu à s'enfuir des souterrains mais se trouve soudainement désactivé par le retour de la Mer. Mathieu fuit et gagne la ville de Morgorod. Il découvre qu'il est le descendant des Terriens qui ont, plusieurs siècles auparavant, tenté de reconquérir la planète et répandu une terrible maladie pour y parvenir ; à cause de cela, leurs descendants sont parqués dans des ghettos urbains et leur faible potentiel psychique leur vaut d'être affublé du surnom péjoratif de "tête de pierre".
En parallèle, on découvre la légende d'un prince paalani, Oghim Karaïdar. En quête de son ombre, celui-ci se lance dans un voyage qui l'amène à acquérir peu à peu l'ensemble des talents psychiques des Anciens, notamment le don de télékinésie, de lévitation et de télépathie. Il devient un hekel, un être doté de tous les dons.
Mathieu tente difficilement de vivre à Orlemur, le ghetto de Morgorod, régulièrement menacé par les pogroms menés par les Virginiens. Il apprend qu'il est lui-même complètement impénétrable par tous les télépathes, qui composent l'essentiel de la population à présent : il est donc ce qu'on appelle un "bloqué". Les Gris, la faction de mutants qui ont pris le pouvoir, tentent de "débloquer" de tels enfants par des méthodes violentes.
Mathieu est recueilli par une coopérative de Virginiens qui luttent en secret contre le régime des Gris et cherchent à développer l'ensemble des talents psychiques, alors que les Gris n'utilisent que les télépathes et stérilisent tous les autres. Un vieil homme, Abram Viator, semble être le chef ou le guide de ces rebelles surnommés les Rebbims ; il s'agit en réalité de Simon Rossem, qui continue son existence immortelle. Abram prend Mathieu sous son aile et tente diverses méthodes pour débloquer ses talents psychiques, en vain. Il l'amène à l'intérieur des terres, dans une grande propriété rurale tenue par des Rebbims. Là, Mathieu s'engage dans une relation amoureuse avec Natalia, elle-même une bloquée torturée dans une Ecole, et noue une étrange relation avec une licorne nommée Étoile. Il redécouvre son passé en se rappelant qu'il a été torturé par Jordan, un super-télépathe qui dirige la faction des Gris et lutte contre les Rebbims. Mathieu accepte de s'engager dans une série d'expériences, peu concluantes mais qui semblent indiquer qu'il peut jouer un rôle de catalyseur multipliant les pouvoirs des autres mutants.
Au cours de l'une de ces expériences, Abram Viator s'épuise et meurt, avant de renaître à nouveau. Profondément déprimé et perturbé, Mathieu décide de quitter la ferme. La licorne Étoile l'emporte et se précipite avec lui dans la Mer. Mathieu, après un bref contact télépathique avec Abram, se retrouve face à des Anciens, bien vivants et tout aussi surpris que lui...
Oghim Karaïdar fait quant à lui un rêve, le premier Rêve de l'histoire des Anciens, au cours duquel il voit la rencontre de Mathieu et de son peuple, dans un temps encore à venir.